# Kask (hełm)

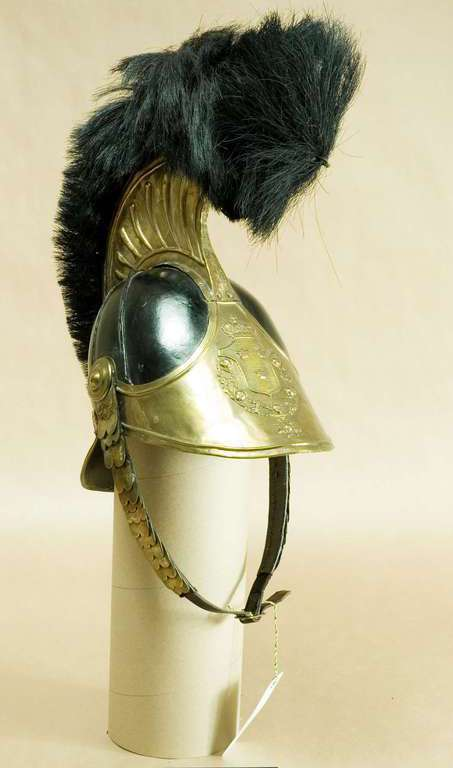
Kask kirasjerski (XIX wiek)

Kask (z fr. casque) – zachodnioeuropejski hełm wykonany ze stali lub grubej skóry, charakteryzujący się wydatnym, ozdobnym grzebieniem często wieńczonym kitą z końskiego włosia. Używany od końca XVIII do początku XX wieku, głównie przez formacje dragonów i kirasjerów.